# قصر فوق الرمال (مسلسل)
قصر فوق الرمال مسلسل تلفزيوني سعودي، من تأليف محمد حمزة وإخراج صفوت القشيري، أُنتج عام 1992، وصُوّرَ في المملكة العربية السعودية ومصر.

## طاقم العمل
- محمد حمزة
- لطفي زيني
- وائل حمزة
- مديحة كامل
- رجاء الجداوي
- لؤي حمزة
- سلوى خطاب
- جيهان نصر
- سيد عبد الرحمن
- هالة النجار
- حمتو ساعاتي
- مازن عارف
- ميرال
- رائد فوزي
- حنان سليم
- غازي محمد
- حسن باثابت
- أحمد الزومان
- طلال القنبوع